# Rejon połtawski (1925–2020)
Rejon połtawski – jednostka administracyjna w składzie obwodu połtawskiego Ukrainy.
Powstał w 1925. Ma powierzchnię 1300 km² i liczy około 66 tysięcy mieszkańców. Siedzibą władz rejonu jest Połtawa.
W skład rejonu wchodzi 24 silskie rady, obejmujące 149 wsi.